# 张荣国
张荣国（1935年1月—），籍貫台湾高雄，中华人民共和国政治人物。
毕业于华东水利学院河川结构及水工建专业，担任长江水利委员会规划处副总工程师。1988年5月至2002年7月，任长江水利委员会规划处处长。2002年7月，任长江勘测规划设计研究院高级工程师。1997年12月起任台盟中央常委。2002年5月起任台盟湖北省委主委。1998年1月，任湖北省政协副主席。